# Trichoxantha
Trichoxantha là một chi bọ cánh cứng trong họ Chrysomelidae.
Chi này được miêu tả khoa học năm 1992 bởi Medvedev.

## Các loài
Chi này gồm các loài:
- Trichoxantha nigripennis Medvedev, 1992